# Мішель Трамбле
Мішель Трамбле (фр. Michel Tremblay; нар. 25 червня 1942, Монреаль, Канада) — франко-канадський драматург і прозаїк. Крім п'єс і романів, писав лібрето мюзиклів, перекладав й адаптував американських й інших закордонних авторів, сценарії фільмів і тексти пісень. Лицар Національного ордена Квебеку й офіцер ордена Мистецтв та літератури Франції.

## Дитинство та юність
Народився 1942 року в Монреалі (Квебек). Дитинство пройшло в районі Плато Мон-Руаяль, де в ті роки жили переважно представники робітництва, які розмовляли діалектом жуаль. Раннє дитинство Мішеля припало на роки Другої світової війни, тому сімейне оточення хлопчика складалося в основному з жінок. Згодом, враження дитинства знайдуть відображення у йог творах.
У 13 років, завдяки своїй мамі, познайомився з творами Габрієля Руа, які справили на нього незабутнє враження.
1959 року вступив до монреальського Інституту художньої графіки, після якого кілька років працював набірником (1963—1966).

## Творчість

### П'єси
Першу п'єсу, «Потяг» (фр. Le train) написав 1959 року. 1964 року п'єса здобула перший приз на конкурсі для молодих авторів, оголошеному Першим каналом Радіо-Канада. «Потяг» поставили у Театрі Де Ля Пляс Віль-Марі (фр. Théâtre de la Place Ville-Marie), де спектакль демонструвався з 1965 по 1968 рік.
1968 року отримав державний грант для подорожі до Мексики і написав фантастичний роман «La cité dans l'oeuf» та моноп'єсу «La duchesse de Langeais».
4 березня 1968 року відбулося публічне читання п'єси «Невістки» (фр. Les belles-soeurs, 1965), а 28 серпня того ж року в монреальському театрі «Зелена завіса» (фр. Théâtre du Rideau Vert) відбулася її прем'єра у постановці режисера Андре Брассара, який згодом поставив практично всі драматичні твори Мішеля Трамбле. Постановка викликала неоднозначну реакцію, оскільки порушила кілька квебецьких театральних традицій: уперше зі сцени зазвучав жуаль, а в центрі сюжету виявилося життя жінок із пролетарського середовища. Крім того, п'єса містила критику суспільної моралі, яка в Квебеку середини XX століття повністю диктувалася католицькою церквою. П'єса «Невістки» стала найпопулярнішою п'єсою Трамбле (витримала найбільшу кількість постановок), а 2010 року відбулася прем'єра її музичної версії (композитор — Даніель Беланже).
Згодом написав такі п'єси як «À toi, pour toujours, ta Marie-Lou» («Твоя навіки, Марі-Лу» — 1971 рік; п'єса отримала нагороду Chalmers award); «Damnée Manon, Sacrée Sandra» (1977); «Albertine en cinq temps» (1984); «La maison suspendue» (1990); «Messe solonnelle pour une pleine lune d'été» (1996); «Encore un peu si vous le permettez» (1998) та «L'état des lieux» (1998).
П'єси Трамбле перекладалися іноземними мовами. Особливим успіхом користувалися версії п'єси «Невістки» шотландською мовою («The Guid-Sisters», 1991), їдишем («Di Shvegerius», 1992) й італійською («Le cognate», 1994).
Як драматург зробив свій внесок у розвиток квебецького музичного театру. Крім п'єси «Невістки», мюзиклом стала його п'єса «Свята Кармен з Ля Мен» (фр. Sainte Carmen de la Main) поставлений у Квебеку 2013 року. 1990 року в Квебеку відбулася прем'єра опери «Нелліган», написана композитором Андре Ганьоном на лібрето Мішеля Трамбле. Опера розповідала про життя квебецького поета Еміля Неллігана. 2005 року постановку опери відновили.

### Белетристика
1966 року Трамбле написав свій перший роман «Contes pour buveurs attardés». Після цього він активно працював над драматичними творами та повернувся до белетристики лише в середині 1970-х років. Серед творів Трамбле особливе місце займає цикл із 6 романів «Хроніки Плато Мон-Руаяль» (фр. Chroniques du Plateau-Mont-Royal): «La grosse femme d'à côté est enceinte» (1978), «Thérèse et Pierrette à l'école des Saints-Anges» (1980), «La Duchesse et le roturier» (1982), «Des nouvelles d' Édo» (1989), «Un objet de beauté» (1997). У цих романах Трамбле повертається до тем, проблем і героїв власних п'єс.
Два томи напівавтобіографічних оповідань, «Les vues animées та Douze coups de théâtre» з'явилися у 1990 та 1992 роках. За ними «Le coeur éclaté» (1993), «Un ange cornu avec des ailes en tole» (1995), «Quarante cuatro minutes quarante quatre secondes» (1997), «Un objet de beauté» (1997), «Hôtel Bristol» (1999) та «L'homme» (2001). Пізніше написав «Bonbons assortis» (2002), «Le trou dans le mur» (2006) і «La traversée du continent» (2007) — розповідь письменника про свою матір та про її довгу подорож поїздом із Саскачевана до Квебеку.
2005 року завершив ще один цикл романів, «Записні книжки» (фр. Cahiers). Ці романи («Le Cahier noir», «Le Cahier rouge», «Le Cahier bleu») присвячені змінам у квебекському суспільстві у зв'язку з «тихою революцією» 1960-х років.

### Сценарії
Трамбле також є автором або співавтором кіносценаріїв, зокрема для фільмів, як-от «Françoise Durocher», «Waitress» (1972), «Il était une fois dans l'Est» (1973), «Parlez-nous d'amour» (1976), «Le soleil se lève en retur retard» (1977) і «C'ta ton tour Laura Cadieux» (1998). 2001 року написав сценарій для 13-серійної телевізійної екранізації свого роману «Le cœur découvert».

## Особливості творчості
Творчість Трамбле було частиною ліберально-націоналістичної думки, яка в епоху «тихої революції» сприяла підвищенню національної самосвідомості в квебецькому суспільстві. Новаторство Трамбле-драматурга полягає в тому, що він вивів на квебекську сцену нові теми, нових героїв і нову мову (жуаль), все те, що до нього вважалося «низьким» і негідним сцени.
У творах Трамбле відводить особливу роль жінкам. На його думку, квебецьке суспільство матріархальне, і саме жінкам Квебек зобов'язаний збереженням французької мови (довго залишалася «мовою для домашнього спілкування»). Героїні Трамбле зазвичай мають сильний характер, але при цьому їхній внутрішній світ населений демонами, з якими йде постійна боротьба.
Трамбле ніколи не приховував своєї гомосексуальності і головні герої багатьох його творів — гомосексуалісти (романи «La Duchesse et le Roturier», «La nuit des princes charmants», «Le Coeur découvert», «Le Coeur éclaté», п'єси «Hosanna», «La duchesse de Langeais», «Fragments de mensonges inutiles»).
Драматургія Трамбле, загалом реалістична, містить елементи умовності, характерні для постмодернізму (хор, сцени спогадів, що порушують хронологію подій).

## Політичні погляди
Дотримувався ідей квебецького націоналізму і був одним з ідейних натхненників руху за відділення Квебеку, попри те, що з художніх принципів уникав політичних тем і висловлювань у своїй творчості. У середині 2000-х років відмовився від ідеї сепаратизму і почав дотримуватися помірніших поглядів.

## Нагороди
За свою творчість нагороджений багатьма призами та нагородами, серед них — приз Victor-Morin (1974), 8 премій у галузі канадської драматургії ім. Чалмерса, 4 почесні докторати, нагорода лейтенант-губернатора Онтаріо (1976, 1977) і нагорода Генерал-губернатора Канади (1999). 1984 року став кавалером, а 1991 року — офіцером ордена Мистецтв та літератури Франції, а також лицарем Національного ордена Квебеку.